# Oross András
Oross András (Győr, 1979. –) levéltáros, történész.

## Élete
Az Eötvös Loránd Tudományegyetem történelem és könyvtár szakán, majd levéltár szakon végzett. 2011-ben szerzett PhD fokozatot.
2003-tól a Magyar Országos Levéltár munkatársa, 2005-től az 1945 előtti Kormányszervek Főosztályán dolgozott levéltárosként. 2014–2023 között levéltári delegátus a Bécsi Magyar Levéltári Kirendeltségen a bécsi Haus-, Hof- und Staatsarchivban.
Elsősorban a 17–18. század fordulójának gazdaság-, társadalom-, intézmény- és hadtörténetével foglalkozik.

## Művei
- Az 1702. évi magyarországi várrombolások (tervezet és valóság)
- 2005 Rendeletek és intézkedés-tervezetek a magyarországi várak lerombolásáról (1699–1702). Forrásközlés. Fons 12/2.
- 2005 Az 1702. évi magyarországi várrombolások (tervezet és valóság). Vázlatos áttekintés. Castrum. A Castrum Bene Egyesület Hírlevele 1/2, 89–100.
- 2006 Új Honfoglalás – Emlékiratok a magyarság erdélyi helyzetéről (1940). ArchivNet 2006/4.
- 2006 Végvárakból kaszárnyák. A Budai Kamarai Adminisztráció szerepe Magyarország új katonai berendezkedésében a 17–18. század fordulóján. Századok 140/6, 1441–1473.
- 2006 Dokumentumok a kanizsai vár 1702–1703. évi lerombolásának történetéhez. Levéltári Közlemények 77/2, 137–187.
- 2011 Várrombolások a Rákóczi-szabadságharc idején. Szempontrendszer egy nagyobb összefoglaláshoz. Hadtörténelmi Közlemények 124/4.
- 2019 EUrópa GÉNiusza - Savoyai Eugén élete és kora (1663-1736).